# Чемпионат мира по футболу среди молодёжных команд 1993
Чемпионат мира по футболу среди молодёжных команд 1993 года (англ. 1993 FIFA World Youth Championship) — 9-й розыгрыш молодёжного чемпионата мира ФИФА среди команд, составленных из игроков не старше 20 лет. Он проходил с 5 марта по 20 марта 1993 года в Австралии. Матчи проходили в городах: Аделаида, Брисбен, Канберра, Мельбурн и Сидней. В турнире приняли участие 16 молодёжных сборных, сыгравших 32 игры. Матчи турнира посетило 478 003 зрителей (в среднем 14 938 за игру). Чемпионат третий раз в своей истории выиграла сборная Бразилии. Лучшим игроком турнира был признан хавбек сборной Бразилии, Адриано.
В 2010-х годах появилась информация, что сборная России умышленно сдала матч 1/4 финала против сборной Ганы, поставив в тотализаторе на победу африканской команды. Это подтверждали футболист Евгений Харлачёв, оставшийся в том матче в запасе, а также главный тренер команды Александр Пискарёв.

## Стадионы
| Сидней                                    | Мельбурн            | Аделаида            |
| ----------------------------------------- | ------------------- | ------------------- |
| Сиднейский футбольный стадион             | Олимпик-парк        | Футбол Парк         |
| Вместимость: 45,500                       | Вместимость: 18,500 | Вместимость: 51,240 |
|                                           |                     |                     |
| Сидней Мельбурн Аделаида Брисбен Канберра |                     |                     |
| Брисбен                                   | Брисбен             | Канберра            |
| Ланг Парк                                 | Ланг Парк           | Брюс                |
| Вместимость: 52,500                       | Вместимость: 52,500 | Вместимость: 25,011 |
|                                           |                     |                     |

## Квалификация
В финальную часть чемпионата мира вышли 15 команд по итогам континентальных чемпионатов и хозяева турнира сборная Австралии.
| Конфедерация | Отборочный турнир                                               | Сборные                                              |
| ------------ | --------------------------------------------------------------- | ---------------------------------------------------- |
| АФК          | Чемпионат Азии по футболу 1992 (юноши до 19 лет)                | Саудовская Аравия Республика Корея                   |
| КАФ          | Чемпионат Африки по футболу среди молодёжных команд 1993        | Камерун Гана1                                        |
| КОНКАКАФ     | Чемпионат КОНКАКАФ среди молодёжных команд 1992                 | Мексика США                                          |
| КОНМЕБОЛ     | Чемпионат Южной Америки по футболу среди молодёжных команд 1992 | Бразилия Колумбия Уругвай                            |
| ОФК          | Страна-организатор                                              | Австралия                                            |
| УЕФА         | Чемпионат Европы по футболу 1992 (юноши до 18 лет)              | Англия Германия2 Норвегия Португалия Россия3 Турция1 |

1.↑ Дебютанты чемпионата мира.
2.↑ Германия дебютировала как объединённое государство. До этого ФРГ принимала участие в турнирах 1981 и 1987 годов, а ГДР — 1987 и 1989 годов.
3.↑ Россия дебютировала как независимое государство. До этого СССР участвовал в турнирах 1977, 1979, 1983, 1985, 1989 и 1991 годов.

## Групповой этап

### Группа A
| Команда   | И | В | Н | П | ГЗ | ГП | ГР | О |
| --------- | - | - | - | - | -- | -- | -- | - |
| Россия    | 3 | 2 | 0 | 1 | 6  | 4  | +2 | 4 |
| Австралия | 3 | 2 | 0 | 1 | 5  | 4  | +1 | 4 |
| Камерун   | 3 | 1 | 0 | 2 | 4  | 5  | -1 | 2 |
| Колумбия  | 3 | 1 | 0 | 2 | 5  | 7  | -2 | 2 |

| Австралия                           | 2:1 | Колумбия           |
| ----------------------------------- | --- | ------------------ |
| Анте Миличич 39′ · Кевин Мускат 78′ |     | Хенри Самбрано 35′ |

| Россия                                    | 2:0 | Камерун |
| ----------------------------------------- | --- | ------- |
| Игорь Зазулин 1′ · Александр Каратаев 37′ |     |         |

| Австралия                                                        | 3:1 | Россия           |
| ---------------------------------------------------------------- | --- | ---------------- |
| Мурат Магомедов 12′ (авт.) · Анте Миличич 69′ · Пол Агостино 81′ |     | Сергей Чудин 18′ |

| Колумбия                                     | 3:2 | Камерун                               |
| -------------------------------------------- | --- | ------------------------------------- |
| Хенри Самбрано 43′, 83′ · Оскар Рестрепо 45′ |     | Марк-Вивьен Фоэ 12′ · Пьюс Ндьефи 44′ |

| Австралия | 0:2 | Камерун                            |
| --------- | --- | ---------------------------------- |
|           |     | Бернар Чутанг 44′ · Давид Эмбе 90′ |

| Колумбия                  | 1:3 | Россия                                                                   |
| ------------------------- | --- | ------------------------------------------------------------------------ |
| Арли Бетанкорт 63′ (пен.) |     | Александр Каратаев 6′ (пен.) · Дмитрий Ананко 19′ · Алексей Савченко 86′ |

### Группа B
| Команда    | И | В | Н | П | ГЗ | ГП | ГР | О |
| ---------- | - | - | - | - | -- | -- | -- | - |
| Уругвай    | 3 | 2 | 1 | 0 | 5  | 3  | +2 | 5 |
| Гана       | 3 | 1 | 2 | 0 | 5  | 3  | +2 | 4 |
| Германия   | 3 | 1 | 1 | 1 | 4  | 4  | 0  | 3 |
| Португалия | 3 | 0 | 0 | 3 | 1  | 5  | -4 | 0 |

| Португалия | 0:1 | Германия          |
| ---------- | --- | ----------------- |
|            |     | Карстен Янкер 86′ |

| Уругвай             | 1:1 | Гана                 |
| ------------------- | --- | -------------------- |
| Фернандо Корреа 22′ |     | Августин Ахинфул 72′ |

| Португалия | 1:2 | Уругвай              |
| ---------- | --- | -------------------- |
| Бамбу 32′  |     | Фабиан О’Нил 8′, 87′ |

| Германия                                    | 2:2 | Гана                                   |
| ------------------------------------------- | --- | -------------------------------------- |
| Андре Брайтенрайтер 39′ · Карстен Янкер 80′ |     | Самуэль Куффур 36′ · Эммануэль Дуа 70′ |

| Португалия | 0:2 | Гана                               |
| ---------- | --- | ---------------------------------- |
|            |     | Нии Лэмпти 5′ · Чарльз Аконнор 42′ |

| Германия                | 1:2 | Уругвай                              |
| ----------------------- | --- | ------------------------------------ |
| Андре Брайтенрайтер 74′ |     | Диего Лопес 2′ · Фернандо Корреа 65′ |

### Группа C
| Команда          | И | В | Н | П | ГЗ | ГП | ГР | О |
| ---------------- | - | - | - | - | -- | -- | -- | - |
| Англия           | 3 | 2 | 1 | 0 | 3  | 1  | +2 | 5 |
| США              | 3 | 1 | 1 | 1 | 8  | 3  | +5 | 3 |
| Республика Корея | 3 | 0 | 3 | 0 | 4  | 4  | 0  | 3 |
| Турция           | 3 | 0 | 1 | 2 | 1  | 8  | -7 | 1 |

| Республика Корея       | 1:1 | Англия       |
| ---------------------- | --- | ------------ |
| Стив Уотсон 32′ (авт.) |     | Иан Пирс 82′ |

| Турция | 0:6 | США                                                                 |
| ------ | --- | ------------------------------------------------------------------- |
|        |     | Имад Баба 22′ · Майлз Джозеф 26′, 72′ · Крис Факларис 28′, 46′, 90′ |

| Республика Корея | 1:1 | Турция            |
| ---------------- | --- | ----------------- |
| Чо Джин Хо 48′   |     | Серкан Речбер 85′ |

| Англия                 | 1:0 | США |
| ---------------------- | --- | --- |
| Крис Барт-Уилльямс 69′ |     |     |

| Республика Корея    | 2:2 | США                                   |
| ------------------- | --- | ------------------------------------- |
| Ли Ки Хёнг 39′, 52′ |     | Брайан Келли 37′ · Керри Завагнин 78′ |

| Англия             | 1:0 | Турция |
| ------------------ | --- | ------ |
| Джулиан Йоахим 12′ |     |        |

### Группа D
| Команда           | И | В | Н | П | ГЗ | ГП | ГР | О |
| ----------------- | - | - | - | - | -- | -- | -- | - |
| Бразилия          | 3 | 2 | 1 | 0 | 4  | 1  | +3 | 5 |
| Мексика           | 3 | 2 | 0 | 1 | 6  | 3  | +3 | 4 |
| Саудовская Аравия | 3 | 0 | 2 | 1 | 1  | 2  | -1 | 2 |
| Норвегия          | 3 | 0 | 1 | 2 | 0  | 5  | -5 | 1 |

| Мексика                                    | 3:0 | Норвегия |
| ------------------------------------------ | --- | -------- |
| Висенте Ньето 45′, 71′ · Хесус Олальде 84′ |     |          |

| Бразилия | 0:0 | Саудовская Аравия |
| -------- | --- | ----------------- |
|          |     |                   |

| Мексика           | 1:2 | Бразилия                             |
| ----------------- | --- | ------------------------------------ |
| Висенте Ньето 80′ |     | Адриано 22′ (пен.) · Жиан 56′ (пен.) |

| Норвегия | 0:0 | Саудовская Аравия |
| -------- | --- | ----------------- |
|          |     |                   |

| Мексика               | 2:1 | Саудовская Аравия      |
| --------------------- | --- | ---------------------- |
| Луис Салазар 60′, 72′ |     | Абдулла Эль-Таркуни 5′ |

| Норвегия | 0:2 | Бразилия               |
| -------- | --- | ---------------------- |
|          |     | Жиан 59′ · Адриано 62′ |

## Плей-офф
|  | Четвертьфиналы | Четвертьфиналы |           |           | Полуфиналы        | Полуфиналы        |  |  | Финал    | Финал |
|  |                |                |           |           |                   |                   |  |  |          |       |
|  | 13 марта       |                |           |           |                   |                   |  |  |          |       |
|  |                |                |           |           |                   |                   |  |  |          |       |
|  | Россия         | 0              |           |           |                   |                   |  |  |          |       |
|  | Россия         | 0              | 17 марта  |           |                   |                   |  |  |          |       |
|  | Гана           | 3              |           |           |                   |                   |  |  |          |       |
|  | Гана           | 3              | Гана      | 2         |                   |                   |  |  |          |       |
|  | 14 марта       |                | Гана      | 2         |                   |                   |  |  |          |       |
|  |                | Англия         | 1         |           |                   |                   |  |  |          |       |
|  | Англия         | Англия         | 1         | 0(4)      |                   |                   |  |  |          |       |
|  | Англия         |                | 20 марта  | 0(4)      |                   |                   |  |  |          |       |
|  | Мексика        | 0(3)           |           |           |                   |                   |  |  |          |       |
|  | Мексика        | 0(3)           | Гана      | 1         |                   |                   |  |  |          |       |
|  | 13 марта       |                | Гана      | 1         |                   |                   |  |  |          |       |
|  |                | Бразилия       | 2         |           |                   |                   |  |  |          |       |
|  | Уругвай        | Бразилия       | 2         | 1         |                   |                   |  |  |          |       |
|  | Уругвай        | 17 марта       |           | 1         |                   |                   |  |  |          |       |
|  | Австралия      | 2              |           |           |                   |                   |  |  |          |       |
|  | Австралия      | 2              | Австралия | 0         | Матч за 3-е место | Матч за 3-е место |  |  |          |       |
|  | 14 марта       |                | Австралия | 0         | Матч за 3-е место | Матч за 3-е место |  |  |          |       |
|  |                | Бразилия       | 2         |           |                   |                   |  |  |          |       |
|  | Бразилия       | Бразилия       | 2         | 3         | Англия            | 2                 |  |  |          |       |
|  | Бразилия       |                |           | 3         | Англия            | 2                 |  |  |          |       |
|  | США            | 0              |           | Австралия | 1                 |                   |  |  |          |       |
|  | США            | 0              |           |           | 1                 |                   |  |  |          |       |
|  |                |                |           |           |                   |                   |  |  | 20 марта |       |
|  |                |                |           |           |                   |                   |  |  |          |       |

### Четвертьфиналы
| Россия | 0:3 | Гана                                                     |
| ------ | --- | -------------------------------------------------------- |
|        |     | Августин Ахинфул 72′ · Дэниел Аддо 75′ · Айзек Асаре 83′ |

| Уругвай                | 1:2 (1:1,1:0) (доп. вр.) | Австралия                             |
| ---------------------- | ------------------------ | ------------------------------------- |
| Серхио Сена Ламела 21′ |                          | Пол Агостино 59′ · Энтони Карбоун 99′ |

| Англия   | 0:0 | Мексика |
| -------- | --- | ------- |
|          |     |         |
| Пенальти |     |         |
|          | 4:3 |         |

| Бразилия                     | 3:0 | США |
| ---------------------------- | --- | --- |
| Бруно 32′, 90′ · Адриано 51′ |     |     |

### Полуфиналы
| Гана                                             | 2:1 | Англия                   |
| ------------------------------------------------ | --- | ------------------------ |
| Августин Ахинфул 14′ (пен.) · Мохаммед Гарго 24′ |     | Джейми Поллок 49′ (пен.) |

| Австралия | 0:2 | Бразилия                           |
| --------- | --- | ---------------------------------- |
|           |     | Марселиньо Паулиста 77′ · Кате 89′ |

### Матч за 3-е место
| Англия                                 | 2:1 | Австралия        |
| -------------------------------------- | --- | ---------------- |
| Дэвид Ансворт 39′ · Джулиан Йоахим 85′ |     | Анте Миличич 52′ |

### Финал
| Гана              | 1:2 | Бразилия          |
| ----------------- | --- | ----------------- |
| Эммануэль Дуа 15′ |     | Ян 50′ · Жиан 88′ |

| Чемпионат мира по футболу среди молодёжных команд 1993 Победитель |
| ----------------------------------------------------------------- |
| Бразилия Третий титул                                             |